# Момент (торговая марка)

Клей «Момент» (дизайн образца 2000-х годов)

«Моме́нт» — российская торговая марка компании «LAB Industries», под которой производятся клеи, герметики и монтажная пена. До 2023 года торговая марка принадлежала немецкому концерну «Henkel».

## История
Впервые в СССР клей «Момент» выпущен в 1979 году на Тосненском заводе бытовой химии (Ленинградская область). Клей не являлся советской разработкой, для производства были закуплены ноу-хау, лицензия и оборудование для производства клея марки «Pattex» западногерманской фирмы «Henkel». Клею было дано название «Момент-1».
В 1991 году крупный[уточнить] пакет акций Тосненского завода был приобретён концерном «Henkel», а в 1994 году завод был переименован в «Хенкель-Эра». 
В 1996 году было запущено первое производство обойного клея под торговой маркой «Момент», для которого закуплено фасовочное оборудование.
По состоянию на 2017 год под торговой маркой «Момент» производятся различные клеи для хозяйственных нужд: универсальные, для резины, для дерева, обойные, монтажные, эпоксидные и другие, а также герметики и монтажная пена.
Клей «Момент» содержал в своём составе вещества, эффективные с точки зрения токсикомании. Это свойство клея обыгрывается в ряде анекдотов и песен 1990-х годов. Летом 1999 года токсичный растворитель толуол из рецептуры клея был исключён. Сейчас в состав клея входят хлоропреновые каучуки, эфиры канифоли, фенолформальдегидные смолы, этилацетат, ацетон, противостаритель, добавки, алифатические и нафтеновые углеводороды.